# 西韩岭乡
西韩岭乡是中华人民共和国山西省大同市云冈区下辖的一个乡。

## 行政區劃
2001年，南郊区行政区划调整，原西韩岭乡、北村乡合并，设立新的西韩岭乡。西韩岭乡下辖17个村
西韩岭村、东韩岭村、东肖河村、小太村、肥村、太善村、马辛庄村、魏辛庄村、仝家湾村、茶坊村、北村、南村、南湾村、高店村、谢店村、要庄村和冯庄村。